# Иванов, Алексей Николаевич (геолог)
Алексей Николаевич Иванов (9 (21) февраля 1869, Екатеринбург — 1958) — советский геолог-стратиграф.

## Биография
С 17-летнего возраста после окончания горнотехнического училища работал на Луньевских каменноугольных копях Кизеловского угольного бассейна.
В 1896 года сдал экзамен на право руководства подземными горными работами, после этого работал помощником маркшейдера, маркшейдером, геологом и управляющим Луньевских копей.
С 1916 года — ассистент, затем доцент кафедры геологии Пермского университета.
С 1925 года работал в Свердловске в Уральском геологическом комитете и одновременно (до 1937 года) преподавал в Свердловском горном институте.
Исследованиями установил, что вдоль восточной окраины Кизеловского угольного бассейна, по всей горной гряде Белый спой, имеются месторождения каменного угля.
Под руководством и при непосредственном участии А. Н. Иванова создан Уральский геологический музей, открытый в августе 1937 года. 
В 1944 году без защиты диссертации утверждён в учёной степени доктора геолого-минералогических наук. Вместе с профессором  Д. В. Наливкиным организовал лабораторию стратиграфии и палеонтологии и возглавлял её до 1957 года.
С 1946 года — старший научный сотрудник Уральского филиала Академии наук СССР.
Работал до глубокой старости. Умер в 1958 году. Похоронен на Ивановском кладбище Екатеринбурга.

## Награды и премии
Награждён орденом Ленина (1953), медалями «За трудовую доблесть» (1944), «За доблестный труд в Великой Отечественной войне 1941—1945 гг.».